# Campeonato Sergipano de Futebol de 2007
O Campeonato Sergipano de Futebol de 2007 foi a 89º edição do torneio e teve como campeão o América de Propriá, que assim conquistou seu segundo título estadual e garantiu vaga na Copa do Brasil 2008 e no Campeonato Brasileiro da Série C de 2007. O vice-campeão, Confiança, conquistou a segunda vaga do estado para a Série C de 2007. Os seis melhores colocados se classificaram para a Copa Governo do Estado de Sergipe de 2007.

## Formato
Foi disputado em duas fases. Na primeira, classicatória, todas as equipes jogaram entre si em turno e returno. As quatro melhores passaram para a fase final, sendo que a primeira colocada levou dois e a segunda um ponto de bonificação. Na fase final, um quadrangular, as equipes jogaram entre si em jogos de ida e volta. A equipe com maior número de pontos nesta fase sagrou-se campeã. Se houvesse empate em número de pontos na fase final, haveria a disputa de uma partida extra no Batistão.
As duas equipes piores colocadas na fase de classificação foram rebaixadas para a série A2 de 2008.

### Critérios de desempate
Os critério de desempate foram aplicados na seguinte ordem:
1. Maior número de vitórias
2. Maior saldo de gols
3. Maior número de gols pró (marcados)
4. Maior número de gols contra (sofridos)
5. Confronto direto
6. Sorteio

## Equipes participantes
| - Amadense Esporte Clube (Tobias Barreto) - América Futebol Clube[i] (Propriá) - Associação Desportiva Confiança (Aracaju) - Associação Atlética Guarany (Porto da Folha) - Associação Olímpica de Itabaiana (Itabaiana) | - Atlético Clube Lagartense (Lagarto) - Olímpico Esporte Clube (Itabaianinha) - Olímpico Pirambu Futebol Clube (Pirambu) - São Cristóvão Futebol Clube[i] (São Cristóvão) - Club Sportivo Sergipe (Aracaju) |

i. ^  Promovidos da série A2 de 2006.

## Fase Final

### Classificação
| Pos. | Equipe                | Pts | J | V | E | D | GP | GC | SG |
| ---- | --------------------- | --- | - | - | - | - | -- | -- | -- |
| 1    | América de Propriá[i] | 12  | 6 | 3 | 2 | 1 | 10 | 7  | +3 |
| 2    | Confiança[i]          | 11  | 6 | 3 | 0 | 3 | 7  | 10 | -3 |
| 3    | Sergipe               | 9   | 6 | 3 | 0 | 3 | 10 | 8  | 2  |
| 4    | Itabaiana             | 5   | 6 | 1 | 2 | 3 | 5  | 7  | -2 |

i. ^ O Confiança entrou na fase final com 2 pontos e o América com 1 ponto, por terem terminado a 1ª fase em 1º e 2º lugares, respectivamente.

### Partidas
1ª rodada
| 12 de abril de 2007 | América de Propriá | 0 – 0 | Itabaiana | Estádio Durval Feitosa, Propriá |
| 15:15               |                    |       |           |                                 |

| 12 de abril de 2007 | Confiança | 0 – 3 | Sergipe | Estádio Batistão, Aracaju |
| 20:30               |           |       |         |                           |

2ª rodada
| 15 de abril de 2007 | Sergipe | 1 – 3 | América de Propriá | Estádio Batistão, Aracaju |
| 16:00               |         |       |                    |                           |

| 15 de abril de 2007 | Itabaiana | 0 – 1 | Confiança | Presidente Médici, Itabaiana |
| 16:00               |           |       | Romão 55' |                              |

3ª rodada
| 18 de abril de 2007 | Sergipe | 3 – 2 | Itabaiana | Estádio Batistão, Aracaju |
| 20:30               |         |       |           |                           |

| 19 de abril de 2007 | Confiança | 1 – 2 | América de Propriá | Estádio Batistão, Aracaju |
| 20:30               |           |       |                    |                           |

4ª rodada
| 22 de abril de 2007 | América de Propriá | 2 – 3 | Confiança | Estádio Durval Feitosa, Propriá |
| 15:15               |                    |       |           |                                 |

| 22 de abril de 2007 | Itabaiana | 1 – 0 | Sergipe | Presidente Médici, Itabaiana |
| 16:00               | Osny 87'  |       |         |                              |

5ª rodada
| 25 de abril de 2007 | Confiança            | 2 – 1 | Itabaiana | Estádio Batistão, Aracaju |
| 20:30               | Lima 29' · Fabão 85' |       | Diego 61' |                           |

| 25 de abril de 2007 | América de Propriá      | 2 – 1 | Sergipe        | Estádio Durval Feitosa, Propriá |
| 15:15               | Mica · Nilson Sergipano |       | Luciano Baiano |                                 |

6ª rodada
| 29 de abril de 2007 | Sergipe               | 2 – 0 | Confiança | Estádio Batistão, Aracaju |
| 16:00               | Jajá 51' · Rafael 87' |       |           | Público: 1 514 pagantes   |

| 29 de abril de 2007 | Itabaiana  | 1 – 1 | América de Propriá | Presidente Médici, Itabaiana |
| 16:00               | Robinho 4' |       | Mica 6'            | Público: 938 pagantes        |

## Premiação
| Campeonato Sergipano de 2007              |
| Propriá                                   |
| ----------------------------------------- |
| AMÉRICA FUTEBOL CLUBE Campeão (2º título) |

## Artilharia
Atualizada até a primeira rodada.
|  |  |  |